# Günther Beckstein

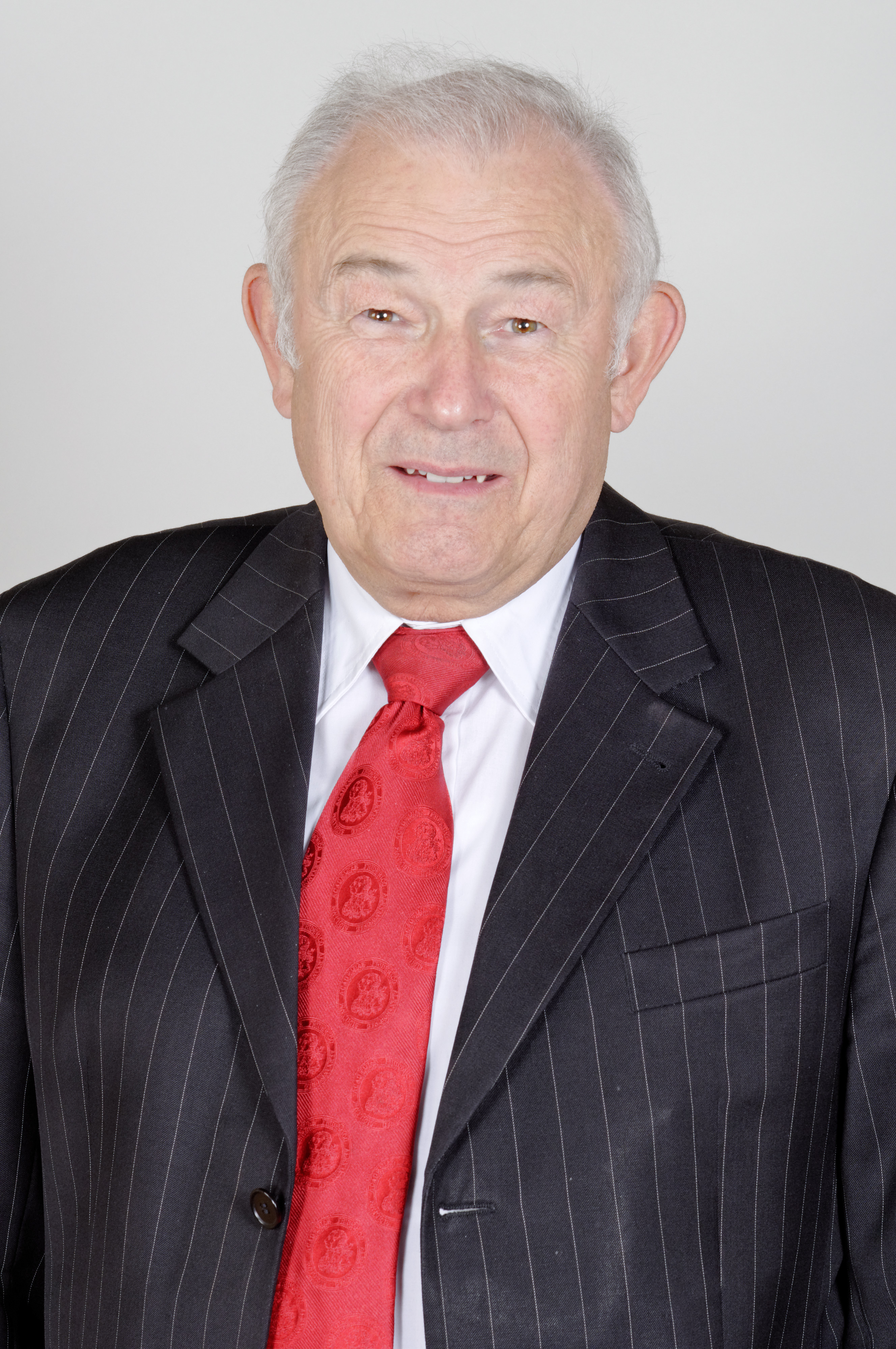
Günther Beckstein, 2012.

Günther Beckstein (Hersbruck, Francônia, 23 de novembro de 1943), é um político alemão, filiado à União Social-Cristã (CSU). A partir de 9 de Outubro de 2007 tornou-se ministro-presidente da Baviera. Até então, havia sido ministro do interior do estado por 14 anos, durante o governo de Edmund Stoiber.

## Biografia
Depois de seu vestibular no liceu Willstätter em Nuremberga, no ano de 1962, matriculou-se na faculdade de direito em Erlangen e, posteriormente, em Munique, obtendo o doutoramento em 1975. Trabalhou como advogado entre 1971 e 1978.
Casado desde 1973, vive atualmente com a sua mulher Marga e seus três filhos em Nuremberga-Langwasser.
Ao contrário da maioria de seus compatriotas bávaros, católicos, é protestante.

## Carreira política
Beckstein começou a carreira política como secretario distrital da Junge Union, a associação dos jovens da União Democrata-Cristão (CDU) e da União Social-Cristã (CSU) (1973–1978). 
Desde 1974 é membro do parlamento bávaro. Em 1988 foi nomeado secretário de estado no ministério do interior da Baviera, e, em 1993, ministro do interior, como sucessor de Edmund Stoiber, que se tornou ministro-presidente. Em 2001 foi nomeado Vice-Ministro-Presidente.
Nas eleições legislativas alemãs de 2005 foi eleito ao parlamento federal, em Berlim, mas recusou a eleição, optando por permanecer na Baviera.
Depois do pedido de demissão do ministro-presidente Edmund Stoiber, o parlamento bávaro nomeou Beckstein para o cargo, com 122 votos sobre 178.

## Posições políticas
Beckstein é um crítico contundente da cientologia. Na política externa suas posições são fortemente pró-Israel, e é um inimigo declarado do antissemitismo. Por este motivo recebeu o prêmio Jerusalem, dado pela Zionistische Organisation In Deutschland ("Organização Zionista da Alemanha"), em Julho de 2006. Beckstein também fez comentários acerca do perigo que vê no extremismo islâmico..
Como presidente do governo da Baviera, Beckstein tem a última palavra sobre a publicação do livro Mein Kampf, de Adolf Hitler, já que o estado bávaro detém os direitos da obra..